# Lobo e Cao
Lobo e Cão  es una película de dramática portuguesa dirigida por Cláudia Varejão.
La película tuvo su estreno mundial en la sección oficial (competencia internacional) de la 37.ª edición del Festival Internacional de Cine de Mar del Plata.

## Sinopsis
Para Ana el océano es la frontera palpable de un mundo que le está quedando chico. Signada por las tradiciones y la religión, la vida en la pequeña isla portuguesa de São Miguel dicta con claridad qué lugares les corresponden a hombres y mujeres. Pero ser adolescente es aventurarse a expandir los límites: junto a su amigo Luis, quien lleva sus brillos con orgullo, y movilizada por la visita de una amiga que llega del extranjero, Ana descubre otro mundo posible en el que el género no es una prisión sino una elección y donde puede existir algo parecido a la libertad. Claudia Varejão aborda su primer largometraje de ficción con las herramientas adquiridas en sus documentales y, de la mano de un extraordinario grupo de actores no profesionales que les prestan a los personajes el cuerpo y la experiencia, construye una coming of age que es, al mismo tiempo, el retrato sensible de una comunidad.

## Elenco
- Ana Cabral como Ana
- Ruben Pimenta como Luis
- Cristiana Branquinho como Cloé
- Marlene Cordeiro
- João Tavares
- Nuno Ferreira
- Mário Jorge Oliveira
- Luísa Alves
- Maria Furtado